# Фрозза Орсеоло
Фрозза Орсеоло (1015 — 17 лютого 1071) — маркграфиня Австрії, в шлюбі з Адальбертом, маркграфом Австрії.

## Життя
Фрозза народилася у Венеції, в родині Оттона Орсеоло та його дружини Грімельди Угорської. Її дідом був дож Венеції П'єтро II Орсеоло, а братом король Угорщини Петро Орсеоло і, можливо, вона була невісткою Юдити фон Швайнфурт.
Фрозза одружується з Адальбертом, маркграфом Австрії, а пізніше взяла ім'я Адельгейда і народила сина Ернеста, в 1055—1075 маркграфа Австрії.